# Bluetooth
Bluetooth（ブルートゥース、ブルーツース）は、デジタル機器用の近距離無線通信規格の1つである。Bluetooth Basic Rate/Enhanced Data Rate (BR/EDR) と Bluetooth Low Energy (LE) から構成される。

## 概要
数メートルから数十メートル程度の距離の情報機器間で、電波を使い簡易な情報のやりとりを行うのに使用される。
当初、エリクソン、インテル、IBM、ノキア、東芝の5社（プロモーター企業）によって策定された。その後マイクロソフト、モトローラ、3COM、ルーセント・テクノロジーの4社がプロモーター企業として加わった。現在は3COM、ルーセント・テクノロジーの2社が脱退し、Apple、およびノルディック・セミコンダクターが加わり、9社がプロモーター企業となっている。IEEEでの規格名は、IEEE 802.15.1である。
2.4 GHz帯を使用してPC（主にノートパソコン）等のマウス、キーボードをはじめ、携帯電話、PHS、スマートフォン、タブレットでの文字情報や音声情報といったデジタル情報の無線通信を比較的低速度で行う用途に採用されている。

## 基本事項
Bluetooth BR/EDRは2.4 GHz帯を79の周波数チャネルに分け（LEは40）、利用する周波数をランダムに変える周波数ホッピングを行いながら、半径10 - 100m程度のBluetooth搭載機器と、最大3Mbps（HSは24 Mbps）で無線通信を行う。
当初は赤外線短距離通信であるIrDAの完全置換えという誤った認識で普及が試みられたが、使いにくさが強調され、普及の妨げとなった。しかしその後（赤外線通信と比較して）指向性の少ない、簡易なデジタル無線通信としての利便性が認識され、多様な分野で普及が進んでいる。
Bluetooth BR/EDRは、無線接続の状態を意識せずに常時接続したままでの使用状況に適している。反対にIrDAは、意図して接続するのに適している。これらは互いを補完している。LE は短時間のバースト通信に最適化している。
Bluetooth BR/EDR/LEと2.4 GHz帯の無線LAN (Wi-Fi) は、ISMバンドで周波数帯を共用する。そのため相互干渉・混信が起こり、Bluetooth使用時に無線LANの速度が著しく低下するという問題が起こることもある。
また、USB 3.0などの機器から出るノイズがBluetoothを含む2.4GHz帯の無線通信に干渉することも知られている。
セキュリティに関しては、BR/EDR は SAFER+ 64bit もしくは 128bit を少し変更したアルゴリズムをキーの配送に使用し、E0 で暗号化できる。LE のポイント・ツー・ポイントとメッシュは AES 128bit が利用可能。上位のアプリケーションレイヤーで独自の暗号化を施すことも可能。
Bluetooth Basic Rate/Enhanced Data Rate (BR/EDR) は、「Bluetoothクラシック」(Bluetooth Classic) と呼ばれることもある。

## 名称の由来
名称はインテル社の技術者ジム・カーダックがつけたものである。初めてノルウェーとデンマークを交渉により無血統合し、文化の橋渡しをしたデンマーク王、ハーラル・ブロタン・ゴームソン (Harald Blåtand Gormsen / Haraldr blátǫnn Gormsson) の歯に失活歯があり、それが青黒い灰色だったので「青歯王」と呼ばれたことに由来している。つまり、「乱立する無線通信規格を統合したい」という願いが込められている。
Bluetooth のロゴは、北欧の長枝ルーン文字（イェリング墳墓群の石碑に見られる）でハーラル・ブロタンの頭文字のH (ᚼ) とB (ᛒ) を組み合わせたものに由来する。

## 沿革
- 1994年 - エリクソン社内のプロジェクトとして開発開始。
- 1998年5月20日 - エリクソン、インテル、IBM、ノキア、東芝の5社でBluetooth SIGを設立。同時に Bluetooth という名称を発表。
- 1999年7月26日 - Bluetooth仕様書バージョン1.0を発表[11]。
- 2001年2月 - バージョン1.1を発表。
- 2003年頃 - 日本でBluetoothが普及し始める。[要出典]
- 2003年11月 - バージョン1.2を発表。
- 2004年11月 - バージョン2.0を発表。Enhanced Data Rate (EDR) を追加。
- 2007年3月28日 - バージョン2.1を発表。
- 2009年4月21日 - バージョン3.0を発表。High Speed (HS) を追加。
- 2009年12月17日 - バージョン4.0を発表。Bluetooth Low Energy (LE) を追加。
- 2011年6月21日 - Appleとノルディック・セミコンダクターが理事会に加わる。
- 2013年12月4日 - バージョン4.1を発表[12]。
- 2014年12月3日 - バージョン4.2を発表[13]。
- 2016年12月7日 - バージョン5.0を発表[14]。
- 2019年1月21日 - バージョン5.1を発表。
- 2020年1月6日 - バージョン5.2を発表[15]。
- 2021年7月13日 - バージョン5.3を発表[16][17]。
- 2023年2月7日 - バージョン5.4を発表。
- 2024年9月3日 - バージョン6.0を発表。
- 2025年5月6日 - バージョン6.1を発表。

## バージョン
Bluetooth規格には以下のバージョンがある。普及バージョンである1.1以降においては、3.0以前、3.0+HS、4.0以降の3グループで通信方式が異なるため、各グループ内でのみ互換性を持っている。ただし、複数の通信方式を同時に実装することが可能であり、論理層の基本的な仕様は大きく変わらないため、統一的なユーザーインターフェイスでラップされ、一般利用者が非互換性を意識する必要が無いよう配慮された実装となっている場合が多い。

### 1.0b
最初のバージョン。

#### 1.0b + CE (Critical Errata)
1.0bに修正を加えた。

#### 1.1
Bluetoothリリース後、最初に広く普及したバージョン。

#### 1.2
2.4 GHz帯域の無線LAN (IEEE 802.11/b/g) などとの干渉対策が盛り込まれた。2003年11月公開。

### 2.0
容量の大きいデータを通信する際に最大通信速度を3 Mbpsの通信に切り替える Enhanced Data Rate (EDR) がオプションで追加できるようになった。2004年11月公開。

#### 2.1
ペアリングが簡略化され、近距離無線通信の Near Field Communication (NFC) に対応した。マウスやキーボードなどのスリープ時間が多い機器のバッテリーを最大で5倍延長できる「Sniff Subrating」機能を加えた。2007年3月公開。

### 3.0
Protocol Adaptation Layer (PAL) とGeneric Alternate MAC/PHY (AMP) によって無線LAN規格IEEE 802.11のMAC/PHY層の利用が可能となり、最大通信速度が24 Mbpsとなる High Speed (HS) がオプションで追加できるようになった。また、電力管理機能を強化して省電力性を向上させた。2009年4月公開。

### 4.0
従来からの Bluetooth Basic Rate/Enhanced Data Rate (BR/EDR) に加えて、BR/EDR に比べ大幅に省電力化された Bluetooth Low Energy (LE) が追加された。Bluetooth SIGが公開する資料によれば、ボタン電池1つのみでも数年駆動可能としている。転送速度は1 Mbpsだが、データパケットサイズが8 - 27オクテットと非常に小さくなっている。これは、例えば家電製品などに搭載されたセンサーとのデータ通信に向けた仕様となっている。この点が BR/EDR と方向性が異なっており、互換性が無く、ベンダーは BR/EDR と LE をそれぞれ目的別に採用するものとされている。ホスト側は両方を組み込んだ「デュアルモード」を実装できる。
BR/EDR に ATT and GATT over BR/EDR を追加。
2009年12月公開。

#### 4.1
Bluetooth Low Energy にモバイル端末向け通信サービスの電波との干渉を抑える技術、データ転送の効率化、自動の再接続機能、直接インターネット接続できる機能、ホストとクライアント同時になれる機能、が追加された。

#### 4.2
Bluetooth Low Energy に Data Packet Length Extension を追加し、通信速度（アプリケーションスループット）が260 kbpsから650 kbpsに2.5倍高速化。Bluetooth Low Energy が IPv6/6LoWPAN でインターネット接続できるようになる。

### 5.0
Bluetooth Low Energy のデータレートが2 Mbps, 1 Mbps, 500 kbps, 125 kbpsになり、2 Mbpsおよび1 Mbpsは従来通り到達距離が100 m、125 kbpsは到達距離が400 mとなった。

#### 5.1
ペアリングされているBluetooth機器の方向を探知する機能が追加された。

#### 5.2
LE Audio規格の追加を含む複数の改良。

#### 5.3
LE Audio規格の改良。

#### 5.4
電子棚札(ESL)への対応。

### Bluetooth BR/EDR 最大実効速度[20]
| バージョン                | 非対称型通信時                   | 対称型通信時 | データレート |
| ------------------------- | -------------------------------- | ------------ | ------------ |
| BR (1.0 以降, GFSK)       | 下り723.2 kbps / 上り57.6 kbps   | 433.9 kbps   | 1 Mbps       |
| EDR (2.0 以降, π/4 DQPSK) | 下り1448.5 kbps / 上り115.2 kbps | 869.1 kbps   | 2 Mbps       |
| EDR (2.0 以降, 8DPSK)     | 下り2178.1 kbps / 上り177.1 kbps | 1306.9 kbps  | 3 Mbps       |

### Bluetooth+HS 最大実効速度[20]
| バージョン                        | データレート |
| --------------------------------- | ------------ |
| HS (3.0 以降 5.2まで, 802.11 PAL) | 24 Mbps      |

### Bluetooth Low Energy 転送速度
| バージョン                       | アプリケーションスループット | データレート                       |
| -------------------------------- | ---------------------------- | ---------------------------------- |
| 4.0                              | 260 kbps                     | 1 Mbps                             |
| 4.2 Data Packet Length Extension | 650 kbps                     | 1 Mbps                             |
| 5.0                              |                              | 2 Mbps, 1 Mbps, 500 kbps, 125 kbps |

## プロファイル
Bluetoothはその特性上、様々なデバイスでの通信に使用されるため、機器の種類ごとに策定されたプロトコルがあり、それらの使用方法をプロファイル (Profile) と呼び標準化している。
通信しようとする機器同士が同じプロファイルを持っている場合に限り、そのプロファイルの機能を利用した通信をおこなえる。
代表的なものに以下のプロファイルがあり、Bluetooth対応機種であっても利用する機器の双方が適切なプロファイルに対応している必要がある。
A2DP (Advanced Audio Distribution Profile)
音声をレシーバー付きヘッドフォン（またはワイヤレススピーカー）に伝送するためのプロファイル。HSP/HFPと異なり、ステレオ音声・高音質となる。
AVRCP (Audio/Video Remote Control Profile)
AV機器のリモコン機能を実現するためのプロファイル。
BIP (Basic Imaging Profile)
静止画像を転送するためのプロファイル。
BPP (Basic Print Profile)
プリンターへ転送・印刷するためのプロファイル。
DUN (Dial-up Networking Profile)
携帯電話・PHSを介してインターネットにダイヤルアップ接続するためのプロファイル。

FTP (File Transfer Profile)
パソコン同士でデータ転送を行うためのプロファイル。コンピュータネットワークなどで用いられるファイル転送プロトコルのFTPとは無関係。
GAP (Generic Access Profile)
機器の接続/認証/暗号化を行うためのプロファイル。
HCRP (Hardcopy Cable Replacement Profile)
プリンターへの出力を無線化するためのプロファイル。
HDP (Health Device Profile)
健康管理機器同士を接続するためのプロファイル。
HFP (Hands-Free Profile)
車内やヘッドセットでハンズフリー通話を実現するためのプロファイル。HSPの機能に加え、通信の発信・着信機能を持つ。
HID (Human Interface Device Profile）
マウスやキーボードなどの入力機器を無線化するためのプロファイル。
HSP (Headset Profile)
Bluetooth搭載ヘッドセットと通信するためのプロファイル。モノラル音声の受信だけではなく、マイクで双方向通信する。

OBEX (Object Exchange)
オブジェクト交換 (OPP、BIP、FTP、SYNC) で用いる認証方式の一つ。データ転送プロファイルの一つで、実装しているとデータ送受信時にOBEX認証パスキーの入力を接続相手に要求する。
OPP (Object Push Profile)
名刺データの交換などを行うためのプロファイル。
PAN (Personal Area Network Profile)
小規模ネットワークを実現するためのプロファイル。
PBAP (Phone Book Access Profile)
電話帳のデータを転送するためのプロファイル。
SDAP (Service Discovery Application Profile)
他のBluetooth機器が提供する機能を調べるためのプロファイル。
SPP (Serial Port Profile)
Bluetooth機器を仮想シリアルポート化するためのプロファイル。
SYNC (Synchronization Profile)
携帯電話・PHSやPDAと、PCとの間で、スケジュール帳や電話帳のデータ転送を行い、自動的にアップデートするためのプロファイル。
これらプロファイルのうち、DUN/FTP/HID/OPP/HSP/HFP/A2DP/AVRCPなどの使用頻度が高い。GAPやSDAPのような下位層のものは実装されていても意識されないことが多い。また、プロファイルによっては実装されていてもほとんど使われていないものもある。
同じプロファイルでもクライアント側とサーバー側の違いがあり、逆方向にも使えるとは限らない。DUNの場合を例にとると、本体になる側（PC・PDAなど）からモデムになる側（携帯電話・PHSなど）に対してBluetooth接続を要求する。つまり前者はクライアント (DUN-DT)、後者はサーバー (DUN-GW) であり、通常は片方の役割しか実装されていないため、役割を入れ替えて逆方向に使うことはできない。例えば、DUN-GWを実装しBluetoothモデムになれるスマートフォンがあったとして、これを本体として、DUN-GWを実装した他の携帯電話をモデムとしてダイヤルアップすることは通常できない。
プロファイルは、各機器がBluetoothを使って何ができるかを示したもので、機器同士の接続性が一目でわかるようになるものと期待された。しかし現実には、Bluetooth応用分野の拡大に伴って急激にプロファイルが増加したこともあり、以下のような問題が目立つ。
- 同じような機能のプロファイルが乱立気味であり、利用可能な、あるいは目的に適したプロファイルがわかりにくい。
- 対応プロファイルの少ない古い製品の陳腐化を助長し、しかもアップグレードが提供されないことが多いので買い替えを余儀なくされる。
- 「同じBluetoothなのにプロファイルの有無が原因でつながらない」という印象を与えやすい。
- Advanced Audio Distribution Profileのように、基本的にプロファイルに対応していれば接続可能でも、コーデックなどが乱立しており、全て実装すると高価になるためにメーカーがトレードオフな開発を強いられる場合にユーザーは製品を選びにくくなる。

## クラス
Bluetoothには、電波強度を規定したクラスという概念がある。各機器はいずれかのクラスに分類される。電波強度の差だけであり、両方が同じクラスである必要はない。

### Bluetoothのクラス (BR/EDR)[3]
| クラス  | 出力   | 到達距離 |
| ------- | ------ | -------- |
| Class 1 | 100 mW | 100 m    |
| Class 2 | 2.5 mW | 10 m     |
| Class 3 | 1 mW   | 1 m      |

### Bluetoothのクラス (LE)[3]
| クラス    | 出力   |
| --------- | ------ |
| Class 1   | 100 mW |
| Class 1.5 | 10 mW  |
| Class 2   | 2.5 mW |
| Class 3   | 1 mW   |

## 実際の接続手順

Bluetooth対応製品には、ペアリング状態を示す何らかのランプや画面が搭載されており、青色で点灯する製品が多い。

Bluetooth機器を最初に使用する際には、接続相手を特定するため、ペアリング（ボンディング、組み合わせ）と呼ばれる操作が必要になる。ここでは、その一般的な手順を示す。
1. 一方の機器を「ペアリング可能状態」に設定する。また、認証・暗号化の設定を双方であわせておく。
2. 他方の機器から「探索（発見）」操作を行う。
3. 探索可能状態にある周囲のBluetooth機器の一覧が提示されるので、その中から所望の接続相手を指定する。
4. 双方に同一のパスキー（認証鍵のこと、PINともいう）を入力する。

パスキー
パスキーは、通常4 - 16桁程度の任意の数字で指定する。短いパスキーでは通信を傍受・解読されるおそれがあるので、ある程度長いほうがよい。パスキーを入力できないデバイス（マウス、ヘッドセットなど）では、パスキーが固定値、もしくは入力が不要な場合がある。こうした機器の場合、通常デフォルトでは「0000」「1234」などの単純な羅列となっている。
パスキーの交換が終われば、ペアリングが完了する。一度ペアリングを行った機器間では、次からは自動的あるいは半自動的に接続が確立され、パスキーの入力は不要である。相性によっては、毎回パスキー入力が必要となることもある。
Bluetooth LEでは、位置情報を発信するだけのビーコンのような単方向のアドバタイズ用途の場合、必ずしもペアリングする必要はない。

## 採用例
Bluetoothは汎用インターフェイスであり、様々な機器に採用されている。以下にその一例を挙げる。

### 携帯電話・スマートフォン・PHS

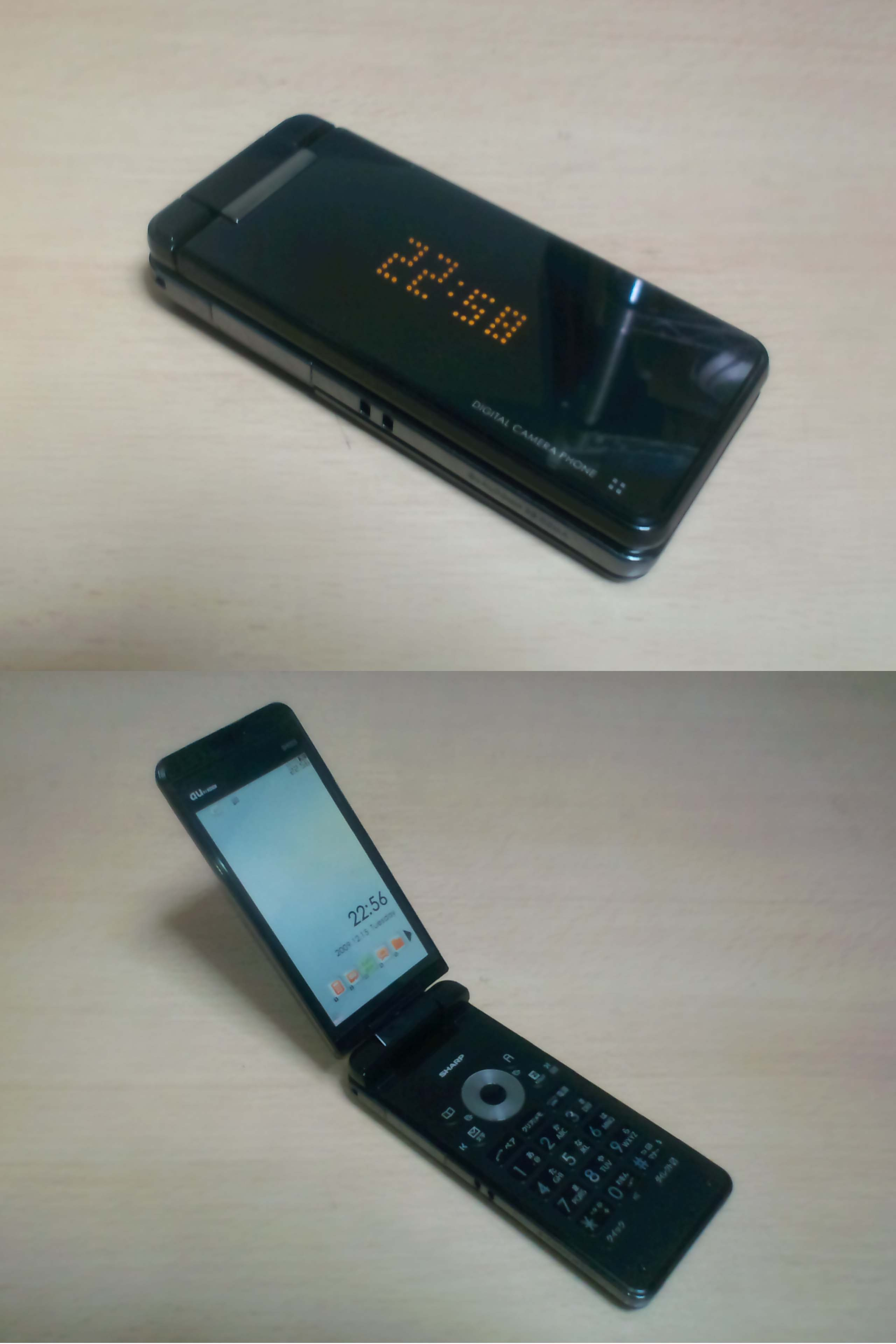
Bluetooth技術を搭載した携帯電話の一例 (au SH003)

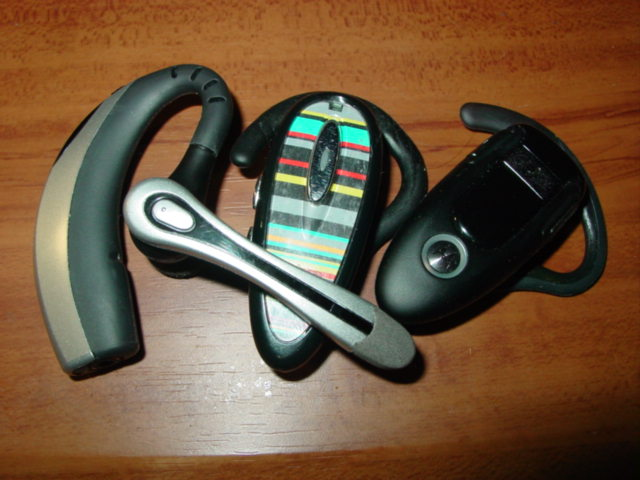
Bluetooth接続を用いるヘッドセット

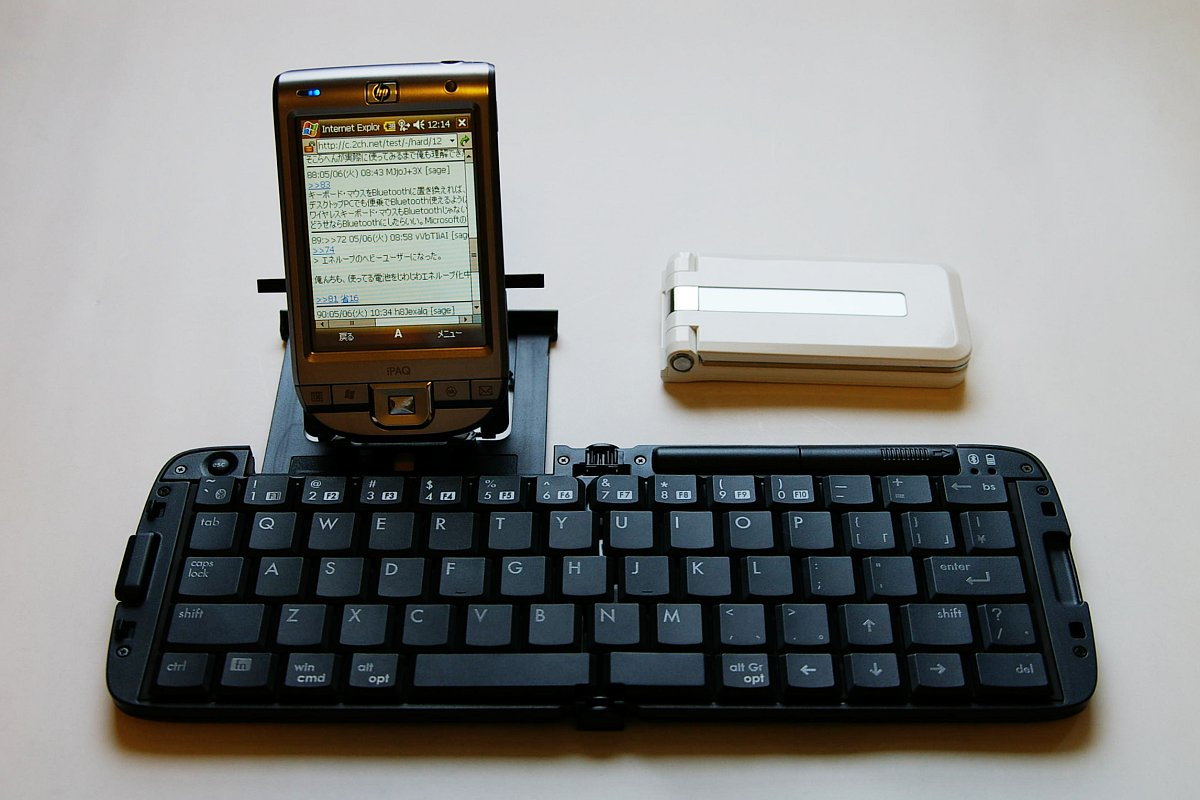
Bluetooth技術を用い、PDAにキーボードと携帯電話を接続してインターネットに接続している。写真では (iPAQ112) (RBK-2000BT II) (820P) が使われている

携帯電話やPHSの高機能化に伴い、携帯電話類同士や携帯電話類とBluetoothに対応したモバイル機器との間での情報の受け渡しに使われるようになっている。一部の携帯電話やPHS端末は、対応のPCやPDAとBluetoothで接続することで無線モデムにできる。
ワイヤレスヘッドセットでは中級品以下までBluetoothの採用が進んでいる。2008年の日本市場では、3キャリアがほぼ標準機能として採用していた。ソフトバンクモバイル向けでは3G機種のほとんどがBluetooth対応のためか普及率が高い。KDDI／沖縄セルラー電話（各auブランド）は2007年冬モデル以降の一部の「KCP+」採用機種に、NTTドコモは2008年秋冬の新コンセプトモデル以降に、積極的に採用している。Bluetoothの活用について携帯電話キャリア側からの目につく提案は、ミュージックプレーヤーとしての「音楽ケータイ」とワイヤレスヘッドホンを結ぶ機能であるというかたちがほとんどで、ファイル転送や車内ハンズフリー通話などについてカタログで大きく取り扱われるようにはなっていない。
スマートフォンに関しては、iPhoneや、Android OSを搭載している機種では概ね標準機能として採用されている。ただしiOSがサポートする標準BluetoothプロファイルはHFP/A2DP/HIDなどの一部に限定されており、サードパーティー製のアプリケーションや周辺電子機器で自由に使用することはできず、SPPなどの非標準プロファイルを利用したデバイスを開発・製造するにはMFi認証プログラムへの参加が必要となる。iOSバージョン5.0以降のCore BluetoothフレームワークによりBluetooth LEに対応し、またiOS 13以降のCore Bluetooth ClassicによりGATT over BR/EDRに対応している。Androidはバージョン2.0以降（Bluetooth LEについてはバージョン4.3以降）でOS側の対応が始まった。また文字入力の補助のために、スマートフォンと一緒に持ち歩ける小型サイズのBluetooth接続キーボードが出回っている。また最近ではBluetoothを利用したテザリングができる機種が出てきている。Android搭載機では、Bluetoothマウスでの操作も可能である。iPhoneでは、iOS 13以降でBluetoothマウスに対応している。iOS機器のAirDropや、Android機器のNearby Shareなど、相手端末の探索には省電力のBluetoothを、ファイル転送には高速なWi-Fiを併用する機能もある。
なお、日本国内で発売された携帯電話で初めてBluetoothを搭載したのは、2001年にauから発売されたC413S（ソニー）である。ただし、この機種はA2DP/HSP/HFPプロファイルに対応しておらず、ヘッドセットを用いたハンズフリー通話には対応していなかった（Bluetooth搭載携帯電話・PCとの接続には対応しており、データのやりとりや後述の無線モデムとしての利用は可能だった）。

#### ハンズフリー通話
日本では2004年の道路交通法改正により、自動車の運転中に携帯電話・PHSを手に持って通話した場合の罰則が強化されたため、手に持たずに通話できるハンズフリー機能が注目されるようになった。
ハンズフリー・マイクロフォン機能としては、ヘッドセットやイヤホンマイクをイヤホンジャックに接続する安価なものが一般的であるが、事前に頭・耳にヘッドセット等を装備して、それと携帯電話等の間をコードで繋いだままでいなければならないなど煩雑であるため、無線により自動的にハンズフリー車載器（スピーカー・マイクは車内に装備）と接続してハンズフリー通話ができるBluetoothハンズフリー機器の開発や製品の輸入ライセンス販売が活発化した。
東京都をはじめとする一部の都道府県では、道路交通法第71条を根拠に公安委員会が定めた遵守事項として、イヤホンを付け運転することを（多くは条件付きであるが）禁じており、片耳だけのヘッドセットでも取締りの対象となる可能性がある。
サンバイザーに挟み込むような形状で使用するスピーカーフォンも登場している。

### タブレット端末・タブレットPC・ノートPC
iPadやAndroid搭載タブレットのようなタブレット端末、Microsoft SurfaceのようなタブレットPCでも、Wi-FiやBluetoothを標準搭載している製品が多い。さらに一般的な従来型のノートPCなど、持ち運びのできる小型コンピュータ端末での採用も広がっている。スマートフォン同様、Bluetooth規格の対応状況はハードウェアの世代およびそれぞれのOSによる。

### 無線モデム
パソコン・PDAなどのほかのコンピュータから、DUN (Dial-up Networking Profile) 機能を持つ携帯電話を無線モデムとして利用し、インターネットに接続することができる。日本では携帯電話会社がインターネット・プロバイダ契約を提供しており、別途独立したISPと契約しなくてもよいことが多い。W-CDMA網を用いたパケット通信、GSM網を用いたGPRS (General Packet Radio Service) 接続などが抽象化されて提供される。
パソコン・PDA側では通常のモデムの場合と違い、特別な初期化コマンドが必要となることもある。例えばソフトバンクモバイルの場合では、『+CGDCONT=1,"IP","softbank"』というものである。これらの設定を行うダイヤルアップ接続のセットアッププログラムが、携帯電話会社から供給されていることもある。

### カーナビゲーション
自動車メーカー各社も、自動車向けBluetoothハンズフリー通話装置の開発を行った。既にカーナビゲーション・システムが自動車の情報端末として確立していたため、Bluetoothはこれらカーナビに組み込まれることが多くなり、「Bluetooth対応純正カーナビ」が登場した。
このうち、KDDIの準筆頭株主のトヨタ自動車が最も積極的で、現在ではおもにトヨタのG-BOOK、日産のカーウイングス、ホンダのインターナビの3つの陣営に分かれている。
2023年現在、カロッツェリア（パイオニア カーエレクトロニクス事業部）やパナソニックなどサードパーティー製カーナビにも、Bluetooth接続機能が一部の機種に標準装備、またはオプションで用意されている。Bluetooth対応カーナビは、Bluetooth対応携帯電話とHFP/HSPで接続し、Bluetoothの設定などの操作はカーナビ画面、着信・発信時の操作はカーナビ画面・専用ボタン・自動着信/音声認識発信など、マイクは運転席の周辺、スピーカは車のカーステレオのものを流用している。
カーナビと携帯電話の連携は、単に携帯電話を発話・受話できることにとどまらず、各カーナビ陣営の運営するサーバーに収録された渋滞情報の取得やサーバーへの走行履歴の送信、カーナビに収録された店舗情報に収録されている電話番号に直接電話をかけることができるなどといった、より高度な利用法に進化している。
また、機種によってはBluetooth接続で携帯音楽プレーヤーに収録した音楽を操作・演奏することができ、両者がAVRCPのVer.1.3以上に対応していればカーナビ側に楽曲のタイトルなどを表示することもできる。また、PBAPに対応している場合は、スマートフォン・携帯電話などから電話帳情報をカーナビに読み込ませることもできる。

### 音楽プレーヤー
Bluetoothを利用できる音楽プレーヤーとして、ウォークマン、iPodなどのデジタルオーディオプレーヤー、Android、iPhoneなどのスマートフォンのような製品が見受けられるようになっている。
Bluetoothでワイヤレス再生する場合、A2DPの標準コーデックとして「Sub Band CODEC (SBC)」が使われることが多い。SBCは伝送環境の悪化に強く変換時の負荷も少ない反面、音質の劣化や再生時の遅延が起きやすい。そのため、標準以外の独自コーデックも採用する機種が増えている。CSR（後にクアルコムに買収）開発の「aptX」とそのハイレゾ対応版の「aptX HD」および低遅延の「aptX LL (Low latency)」、AppleのiPhoneやiPadで多く採用されている「AAC」、ソニー開発のハイレゾ対応「LDAC」などの高音質・低遅延なコーデックを採用するようになっている。これらを利用して再生する際には音楽プレーヤーだけでなく、ヘッドフォンやヘッドセット、レシーバーなどもこれらのコーデックに対応した物が必要となる。

### ワイヤレスヘッドフォン・イヤホン
一般的にヘッドホンやイヤホンは、再生機器にプラグを差し込んで使う有線型であるが、Bluetoothにて音楽信号を伝送する無線型が普及してきている。2020年代現在ではスマートフォンの高価格モデルを中心に、3.5mmイヤホンジャックを搭載せずワイヤレス接続を前提とする機種も登場している。再生機器から伝送された音楽信号は、Bluetooth対応のヘッドホン・イヤホン側で処理が行われ、音楽として再生される。再生機器側と線がつながっていないため、取り回しがしやすく動きやすいという利便性がある。またヘッドホン・イヤホン側から再生機器側に対して、ワイヤレスで再生・停止・音量調整などを行う機能もある。欠点としては、バッテリーを搭載しているため定期的に充電が必要なことである（電池切れになると無線で再生できなくなる）。また低価格イヤホンに採用される標準コーデックであるSBCは設計の古さなどから音質的に劣り、高音質コーデック採用モデルは相応の価格上昇となる点もある。Bluetoothイヤホンは左右が線でつながっているものと、独立したもの（左右完全独立型）があり、他にも首掛け型や耳掛け型などがある。

### RFIDタグとバーコードリーダー

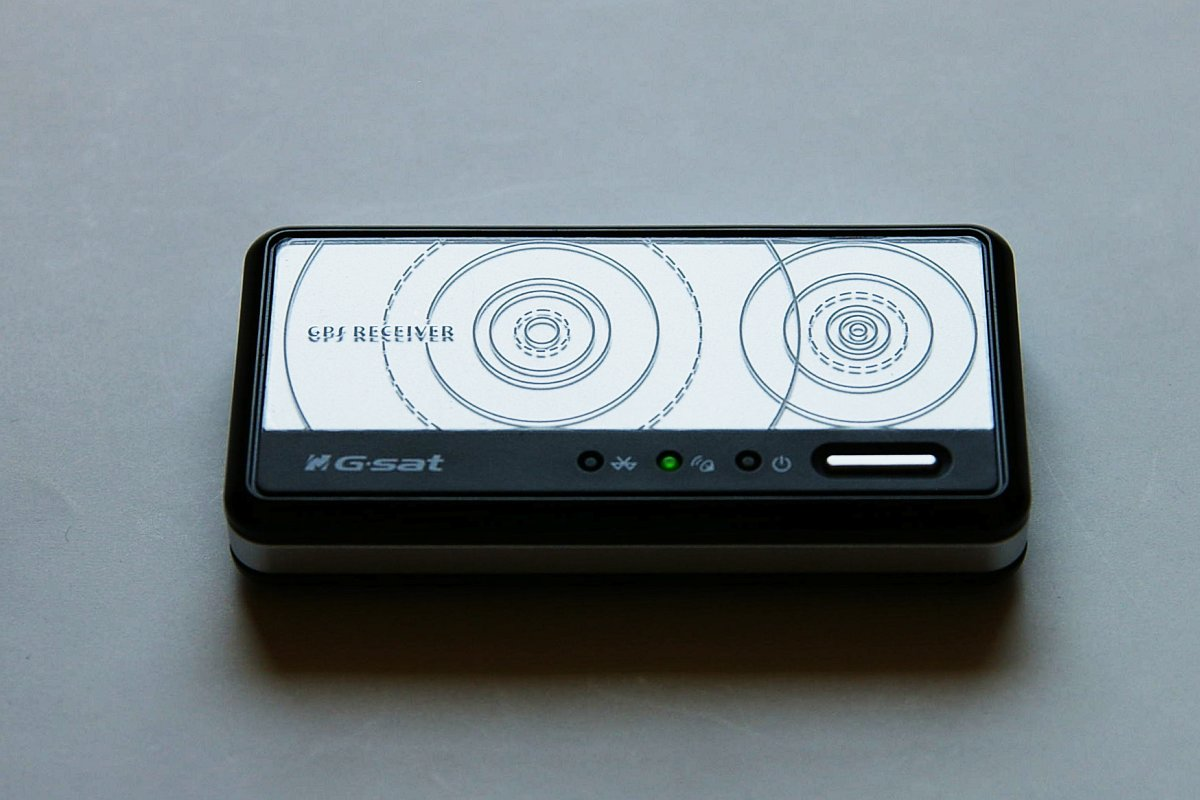
GPSレシーバー (BT-359W)

産業界ではBluetoothを用いてパソコン、PDA、携帯電話等へデータ転送するRFIDタグリーダーやバーコードリーダーが広く用いられている。RFIDリーダーのうち、日立のミューチップなどのように2.45 GHz帯を用いるRFIDはBluetoothの搬送波と干渉するため、実装に対して特別な工夫が必要となる。
これらのリーダーはSPP (Serial Port Profile) を用いて接続するものが一般的である。

### PC周辺機器
- マウス (HID)
- キーボード (HID)
- GPSレシーバー（SPP (Serial Port Profile) で利用するものが一般的）
- 小型プリンター、走査（スキャン）[要説明]（OPP他）

PCでBluetooth機器と通信する場合、内蔵または外付けのBluetoothアダプターを利用する方法があるが、オペレーティングシステム (OS) の対応状況を考慮する必要がある。

#### Microsoft Windows
Windows XP SP2以降・Windows Server 2016以降では、Bluetoothワイヤレステクノロジーを標準サポートしている。Windows 2000以前のOSやWindows Server 2012以前のOSは、標準でBluetoothをサポートしないが、マイクロソフト以外のBluetoothドライバーを利用できる可能性がある。Windowsが全くサポートしないプロファイルについても、マイクロソフト純正ドライバーを使用せずサードパーティー製のBluetoothドライバーをインストールすることで、プロファイルを使用できる可能性がある。
なお、Windowsは原則としてBluetooth 1.0に対応しない。マイクロソフトは、これについて「Bluetoothバージョン1.0の仕様には、WindowsがBluetoothワイヤレステクノロジーを十分にサポートするために必要な、いくつかの重要なアップデートが欠けていたため」と説明している。また、High Speed (HS) は非推奨としていて、代わりにWi-Fi Directを使うことを推奨している。
| Windows のバージョン     | Bluetooth のバージョン | 対応プロファイル |
| ------------------------ | ---------------------- | --- |
| Windows 2000 以前        | サポートなし           | サポートなし |
| Windows Server 2012 以前 | サポートなし           | サポートなし |
| Windows XP（SP2以降）    | 1.1〜2.0 BR・EDR       | HID v1.0 PANU SPP OPP DUN HCRP                                                                                              |
| Windows Vista            | 1.1〜2.0 BR・EDR       | （サードパーティー実装のプロファイルに対応）                                                                                |
| Windows Vista（SP2以降） | 1.1〜2.1 BR・EDR       | （サードパーティー実装のプロファイルに対応）                                                                                |
| Windows 7                | 1.1〜2.1 BR・EDR       | （サードパーティー実装のプロファイルに対応）                                                                                |
| Windows 8                | 1.1〜4.0 BR・EDR・LE   | [ 要説明 ] |
| Windows 8.1              | 1.1〜4.0 BR・EDR・LE   | [ 要説明 ] |
| Windows 10               | 1.1〜5.0BR・EDR・LE    | A2DP 1.2 AVRCP 1.3 GATT Client GATT Server DUN 1.1 DI 1.3 HFP 1.6 HCRP 1.0 HOGP 1.0 HID 1.1 OPP 1.1 PANU 1.0 SPP 1.2 [ 48 ] |
| Windows Server 2016      | 1.1〜5.0BR・EDR・LE    | A2DP 1.2 AVRCP 1.3 GATT Client GATT Server DUN 1.1 DI 1.3 HFP 1.6 HCRP 1.0 HOGP 1.0 HID 1.1 OPP 1.1 PANU 1.0 SPP 1.2 [ 48 ] |

#### Linux
Linuxの本体であるカーネルには各種のBluetoothコントローラーのドライバーが組み込まれている。実際に利用するためのツールは主だったデスクトップ向けディストリビューションで、BlueZパッケージなどの関連パッケージが用意されている。初期段階で組み込まれている場合もあり、また統合的なパッケージ管理ツールから、手軽にこれらを導入できることも多い。一般的に各種のGUI環境において、BluetoothについてのGUIツールが組み合わせられ、インジケーターなども提供される。BlueZなどはAndroidにも採用されており、Androidで利用できるプロファイルはLinuxでも利用可能で、A2DP, HFP/HSP, FTP, HID, RFCOMMなどを活用できる。ただし、プロファイルは対応していても、実際にそれを活用するソフトウェアが不足するような場合はある。
ディストリビューションの構成、バージョンによって、設定に手間がかかる場合もある。ただし、たとえば2011年10月現在のUbuntu 11.10では、Bluetooth対応は標準機能に近い位置づけで、Bluetooth機能の自動認識、デバイスドライバーの自動組み込みが行われる。また、Bluetooth機器の登録もウィザード機能で手軽に行えるようになっている。
実際の使い勝手も改良が進み、A2DP、HFP/HSP、内蔵音源、USB音源などの混在した音源デバイスを、個別のアプリケーションごと自由に切り替えることもできるほか、A2DPホスト機能によってスマートフォンで再生する音楽を、PCに繋いだスピーカーで鳴らすこともできるようになっている。

#### macOS
macOSでは、Mac OS X v10.2.8以降から、OS標準でBluetoothワイヤレステクノロジーをサポートしている。対応するプロファイルは、DUN・HID・SPP・OPP・FTP・SYNC。更に、Bluetooth software 1.5にて、HCRP・HSPに対応する。OS X Mountain Lion (10.8) では、更にA2DPとAVRCPもサポートしている。
Bluetooth Low Energyに関しては、セントラルロールはMac OS X Lion (10.7) 以降、ペリフェラルロールはOS X Mavericks (10.9) 以降で対応。

### ゲーム機
- 家庭用ゲーム機の無線コントローラー (HID)
  - Wii、Wii U、Nintendo Switch
    - Wiiリモコン、バランスWiiボード、Wii U Proコントローラー、Joy-Con、Nintendo Switch Proコントローラー

  - PlayStation 3、PlayStation 4、PlayStation 5
    - SIXAXIS（→PlayStation 3#コントローラ）、デュアルショック3、4、DualSense
- 携帯型ゲーム
  - ニンテンドーDS
    - ニンテンドー ワイヤレスキーボード

  - PlayStation Portable go
  - PlayStation Vita
  - たまごっち
    - 2018年発売の「たまごっちみーつ」にて、スマートフォン「たまごっちみーつ アプリ」と連携。

マイクロソフトのXboxシリーズの本体はBluetoothに対応しておらず、専用のワイヤレス技術を使用しているが、ヘッドセットやコントローラーなどの周辺機器はBluetooth接続にも対応している。Xbox OneやXbox Series X/Sのワイヤレスコントローラーは、Windows/Android/iOSデバイスとBluetooth接続することができる。

### 健康管理機器
コンティニュア・ヘルス・アライアンスが標準的な接続方法としてBluetoothを採用しているため、多くの健康管理機器がBluetoothでの接続を実現している。
- 体重計
- 体脂肪計
- 血圧計
- 心拍計

### 勤怠機器
- タイムレコーダー・タイムレコーダー用アダプター
  - アマノ「TimeP@ck STD/iC/EX」
  - アマノ「TP@C-6101C 打刻印刷専用プリンター」

### その他の採用例
- 補聴器
- デジタルペン（ノキア、ぺんてる製など）

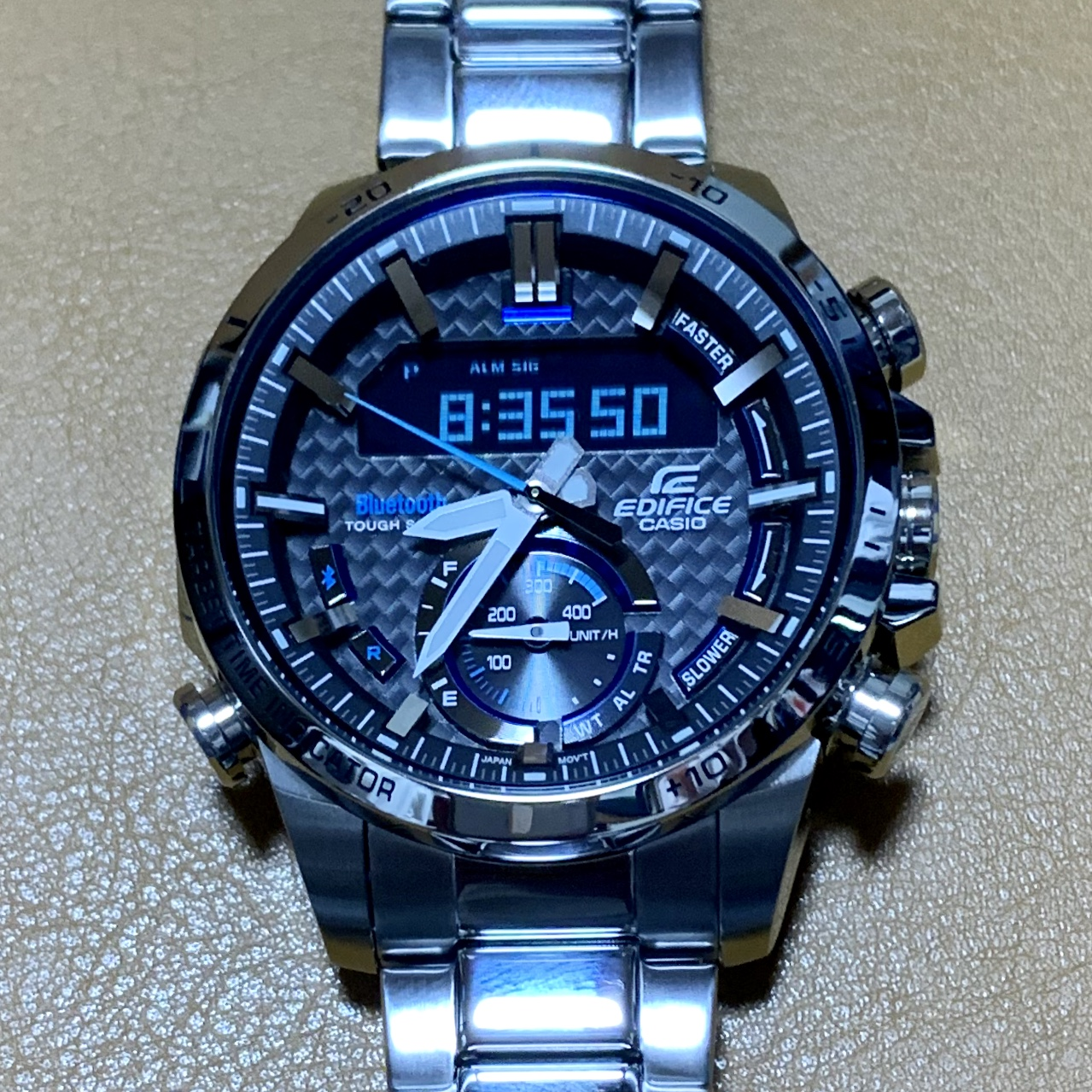
Bluetooth技術を用いてスマートフォンとリンクする腕時計

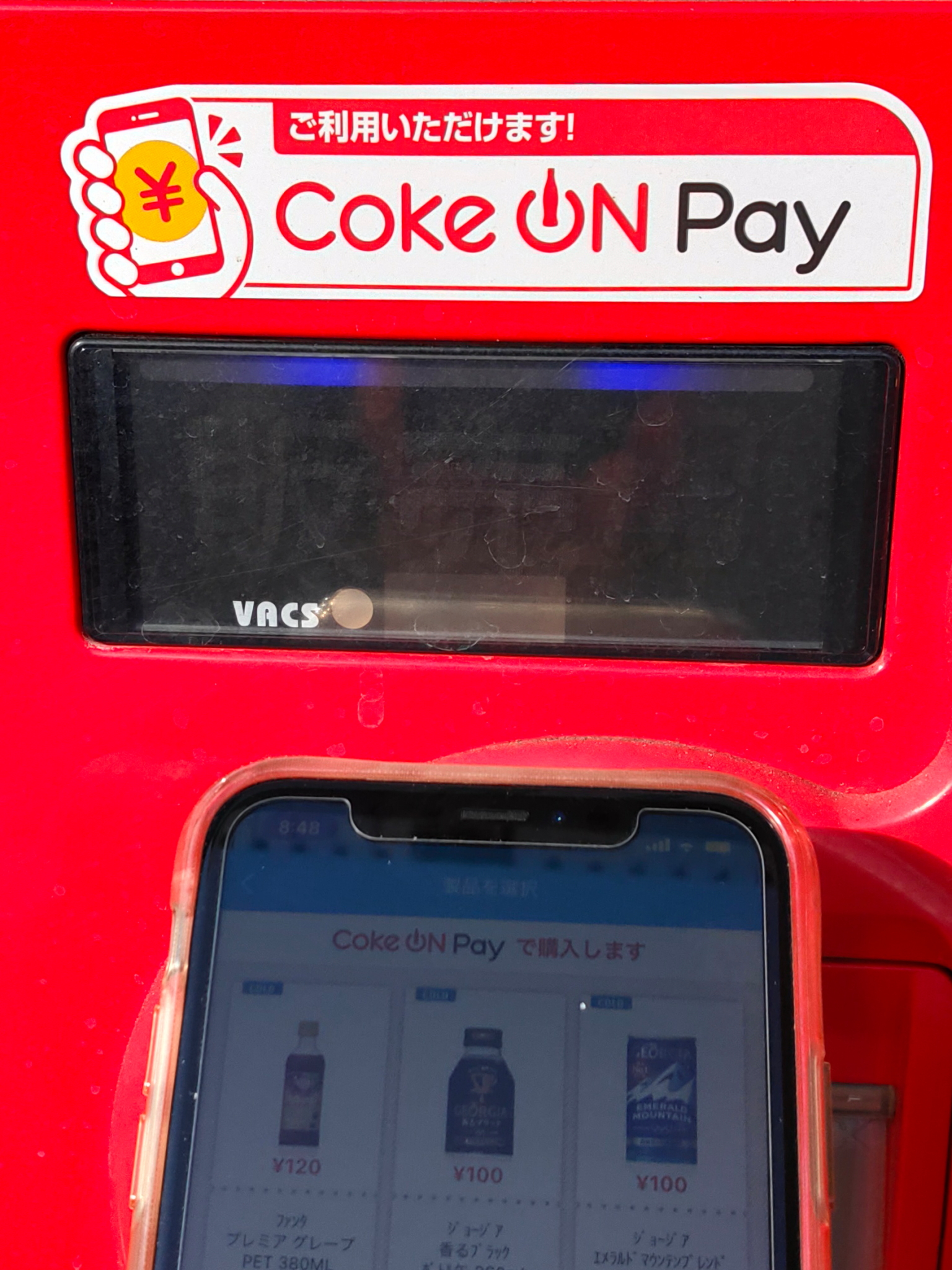
Bluetoothを利用するスマホ自販機

- 超小型のヘッドフォン（Skypeなどの利用から、補聴器使用者のPC利用などにも有効）
- インターカム バイク用（ライダー間会話用）の製品などが複数商品化されている。class1出力の場合見通し100mまで通話可能で、中には500mまで可能と宣伝している物もある。同時に普通のヘッドセットとして携帯電話等と接続できる機能も備えているものが多い。
- NTTが販売するビジネスホンαNXシリーズおよびαGXシリーズのカールコードレス電話機。GXシリーズではカナ品名に<2>が付くもので、GX-24CCLSTEL-<2>-<W>等。ただし、他機器との相互接続はできない仕様となっている。
- トータルステーション
- デジタルカメラ・デジタルカメラ用アダプター
  - リコー「Caplio 500SE」
  - ソニー「サイバーショット DSC-FX77」
  - オリンパス「PENPAL PP-1」 - 同社製の対応デジタルカメラから写真画像をスマートフォンなどに転送できるアダプター。
  - カシオ「HIGH SPEED EXILIM EX-ZR1600」
- 腕時計・スマートウォッチ（腕時計型デバイス）
  - シチズン「i:VIRT」「i:VIRT M」
  - カシオ計算機 「G-SHOCK GB-6900/GB-5600」「G-MIX GBA-400」「EDIFICE EQB-500D」
  - ソニー・エリクソン/ソニーモバイルコミュニケーションズ（現・ソニー〈二代目法人〉）「MBW-100」「MBW-150 Music Edition」「MBW-200」「LiveView MN800」「SmartWatch MN2」「SmartWatch 2 SW2」
  - Wear OS（旧Android Wear）搭載端末
  - Apple「Apple Watch」
  - フィットネストラッカー
- 自撮り棒
- サイクルコンピュータ
  - キャットアイ「アベントゥーラ」「パドローネ スマート」
- 自転車用フロントライト・リアライト
  - キャットアイ「シンク コア」「シンク キネティック」「シンク ウェアラブル」
- 歯ブラシ
  - ブラウン「オーラルB ジーニアス10000・9000/スマート7000・5000・4000/プラチナ」
  - フィリップス「ソニッケアー ダイヤモンドクリーン/フレックスケアープラチナム」
    - センサーを内蔵した電動歯ブラシにスマートフォンの専用アプリと連携して、磨き方のチェックやスケジュール管理等を行う。

  - サンスター「G・U・M PLAY」 - 歯ブラシのハンドル部に装着するアタッチメント。スマートフォンの専用アプリと連携して、歯磨き動作の記録・管理等を行う。
- 貨物追跡システム
  - アメリカのデルタ航空が、コンテナ追跡のため、大手航空会社として初導入[57]。
- 自動販売機
  - コカ・コーラ「Coke On」
- LED照明
  - スマートフォンのアプリと連携して発光色や照度等の設定・管理を行う。

## 問題点
速度
Bluetoothの通信速度は、Wi-Fiなどと比べると遥かに低速である。最大でもBluetooth 3.0 HSモード（オプション）の24Mbps（物理層の公称値）となっており、またHSモードを利用できる機器は一般的には普及しておらず、大容量データなどの転送には向いていない。なお、後発のBluetooth LEは高速通信よりも省電力や通信距離の向上を目指して策定された規格であり、Wi-Fiと競合することを意図しているわけではない。
電波干渉
Wi-Fi (2.4GHz) とBluetoothは同じ周波数帯を使うため、両方の機器を同時に使用すると電波干渉が発生する。Bluetoothの出力はWi-Fiよりもずっと小さいため、Wi-Fiに競り負けることが多い。この問題の回避技術として、アダプティブ周波数ホッピング (AFH) がBluetooth 1.2において導入されたが、干渉により通信速度が低下する問題が解決できるわけではない。電子レンジも2.4GHz帯を使用しており、Bluetoothと干渉する。なお、Wi-Fiには2.4GHz帯のほか5GHz帯を利用することのできる規格バージョンもあり、対応機器では周波数帯を選択できる。
遅延
プロファイルによって遅延の大きさは異なるが、Bluetoothを採用したヘッドセットなどの音響製品では、遅延のために若干音が遅れる。例えば高音質の音楽転送に使用するA2DPプロファイルなどでは、仕様上0.2秒程度の遅延が発生することとなる。これは例えば1秒間に5回手を叩く場合の一間隔で、ある種の用途では特に顕著に体感される。電話や音楽再生のみの用途ではほとんど問題ないものの、動画視聴などの用途で映像と音声のズレが気になったり、ゲーム用途では「反応が遅れる」などの問題が出てくる。また、実装方法によっては、遅延を補うために再生速度を上げるBluetoothデバイスも存在するが、これによって「ミュージックの再生時に音程が変化する」という致命的な問題が発生する。新しい機種では同期を取っているため、気にならない程度にまで遅延は改善されているが、それでも遅延は存在する。
Bluetoothを採用したゲームコントローラー、キーボード、マウスなどでは、HIDプロファイルが使用されるが、こちらの遅延はほとんど問題ない状態（レベル）となっており、WiiやPlayStation 3といったゲーム機の標準コントローラーにBluetoothが採用されている。
音質
遅延と共に、完全ワイヤレスイヤホン、および完全ワイヤレスヘッドホンなどでは特に低音質が指摘されることがある。これは転送可能なデータの上限にならい、音声を圧縮するからである。圧縮率や音質の低下はバージョンによっても異なるが、基本的に原音よりも低音質になる。
この音質の悪さ（低下）を解消するため、A2DPプロファイルでは前述のように標準搭載のSBCだけでなく、aptX、AAC、LDACといった高音質・低遅延のコーデックに対応したプレーヤーやヘッドフォン・スピーカーなどが発売されている。
ただし、電話等で使用されるHFPプロファイルでは、標準搭載はCVSDと呼ばれるコーデックが使用されており、SBCに比べて音質は悪い。これは、A2DPは音声は単方向であるのに対し、HFPは双方向に音声が必要なためである。そのため、音楽から電話での通話に切り替わった時にいきなり音が悪くなるということが発生する。なお、HFPの1.6からはSBCを元にしたmSBCというコーデック(Wide Band Speech, HD Voiceと記載される場合もあり)が追加となり、音質は改善されているがそれでもSBCに比べると音質は悪い。また、Qualcomm社のチップを搭載したヘッドセットでは、aptX Voiceと呼ばれるコーデックに対応しているものがあり、さらに音質は改善されている。
いずれも場合も、イヤホン/ヘッドセット側と、スマホや音楽プレーヤー側の双方が同じコーデックに対応していなければ、標準搭載のコーデックが使用されるため、高音質対応のヘッドセットであるはずなのに、音が悪いといったことも起こり得る。
固定パスキー
音楽機器用BluetoothアダプターなどのBluetoothを採用した製品の中には、パスキーが事前に固定されているものがある。この場合、通常のヘッドセットやレシーバーのように、通信相手がパスキーを指定できない場合に接続できない。
必ずしも製品の箱書きに、利用者にとってわかりやすい形で書かれていないことが多いため、ほとんどの場合、購入後に接続できずに問題が顕在化する。互換性の問題とよく勘違いされる。
こうした固定・変動を問わずパスキーやペアリングの分かりづらさを解消するため、スマートフォンやタブレットとヘッドフォン・ヘッドセット・スピーカー・キーボードなどBluetooth対応端末によっては、NFCを使用し、端末に内蔵されたNFCタグ同士を接触させることでペアリングを行うようにできるものも出てきている。
SCMS-T
SCMS-T方式のコンテンツ保護とは、Bluetooth無線技術における、コンテンツ保護方式の1つ。
著作権保護技術の規格で、音楽データの転送の際に不正なコピーを防止する目的で利用されている。
Bluetooth通信機能をもつ携帯電話では機種によりSCMS-Tが採用されており、これらの機種では、SCMS-T対応のレシーバーでなければ携帯電話に搭載されているワンセグ音声が出力されない。東芝が作った日本国内のみの規格であり、海外メーカー品では適合がないものが多い。
これも固定パスキーの問題同様に、利用者にとってわかりやすい形で書かれていないため、購入後に音声出力がされずに問題が顕在化する。

## セキュリティ
接続の容易さがBluetoothのメリットだが、セキュリティ脆弱性を突いた攻撃にさらされやすいというデメリットにもなりえる。Bluetoothの代表的な脆弱性としては、BlueBorne、KNOB (Key Negotiation Of Bluetooth)、BlueFrag、Apple Bleeeなどがある。対策としては、Bluetoothを使用しない場合はOFFにする、Bluetoothデバイス名に個人情報を含めない、デバイスのファームウェアやOSのアップデートを実施して最新のセキュリティパッチを適用する、などがある。

### 概要
Bluetoothは、SAFER (暗号)とブロック暗号のアルゴリズムを修整することで、認証と暗号鍵の伝達の機密性を改善した。
Bluetoothの暗号鍵は、一般的にBluetooth PINによって生成され、通信する両方のデバイスに入力される。
この手順は、片方のデバイスが修正されたPINをもつと、変更される可能性がある（例：制限されたユーザーインターフェイスを持つヘッドセットやデバイスなど）。
ペアリングの間、E22アルゴリズムを用いて、初期化鍵やマスター鍵が生成される。
E0（暗号）ストリーム暗号は、パケットを暗号化して、機密性を与え、共有化された暗号化機密、すなわち以前に生成されたリンク鍵やマスター鍵に基づいている。
データの送信の暗号化に使用されるこれらの暗号鍵は、Bluetooth PINに由来する。Bluetooth PINは、片方、もしくは双方のデバイスに保持される。
ブルートゥースの脆弱性の悪用について、2007年にアンドレアス・ベッカーが概要を報告した。
2008年9月、アメリカ国立標準技術研究所（NIST）は、組織向けの参考資料として「ブルートゥース・セキュリティ・ガイド（Guide to Bluetooth Security）」を発表した。
その資料では、Bluetoothのセキュリティ機能と、Bluetooth技術を効果的に保護する方法が説明されている。
Bluetoothには利点はあるが、DoS攻撃、盗聴、中間者攻撃、メッセージの改ざん、リソースの横領などの影響も受けやすい。
ユーザーと組織は、許容できるリスクのレベルを評価し、Bluetooth機器のライフサイクルにセキュリティを組み込む必要がある。
リスクを軽減するために、NISTの文書には、安全なBluetoothピコネット、ヘッドセット、スマートカードリーダーを作成・維持するためのガイドラインと、推奨事項を記載したセキュリティチェックリストが含まれている。
ブルートゥースv2.1（2007年に規格が決定され、消費者向けデバイスは2009年に初登場）は、ペアリングを含むBluetoothのセキュリティに大幅な変更を加えている。
Bluetoothの仕様で最小の射程は10mとされているが、製造業者などが改造した場合、射程に限界はない。射程が100mのデバイスも多く存在する。特殊なアンテナを用いることで、さらに射程を伸ばすことができる。
Bluetoothにハッキングできるツールとして、DragonOSが存在する。

### 脆弱性
Bluetoothには次のような脆弱性が存在する。
- ペアリングの時に中間者攻撃への防御ができない - 認証されていないリンク鍵が、SSPにおいてペアリングが承諾されたような挙動をする。

- 静的または弱いSSPにおけるECDH鍵のペア - ECDH鍵は過去にSSPの盗聴への防御に使われていたが、現在はSSPプロセスでECDH鍵が片方、または双方で使われている場合にせ、セキュリティが弱くなる。

- セキュリティモード4での互換性の問題 - デバイスのうち1つがセキュリティモード4のサポートの対象外である場合、セキュリティが弱くなる。

- 認証の繰り返し - 認証は無制限にできるため、繰り返し認証を試みることができる（#ブルージャッキング）。

- MACアドレスのプライバシー - MACアドレスが判明してしまうと、攻撃を受ける可能性がある。

- セキュリティモード1 - セキュリティモード1で接続する場合、ペアリングの時点で防御する方法がない。

- リンク鍵の不適切な保管 - リンク鍵をセキュリティの低い状態で保管・使用していた場合、攻撃者がリンク鍵を発見し、改ざんすることができる。

- 不完全な乱数生成ツール - Bluetoothは乱数生成を利用して、静的・定期的に使用する数列を使用する。

- アプリでの認証の欠如 - Bluetoothでの認証だけで、アプリレベルでは認証しない。

攻撃者は、名前、サービス提供企業、MACアドレスなどが全く同じ"偽"のデバイスを作り出すことができる。ジャミング信号を送ることによって、Bluetooth接続に対してDoS攻撃をすることもできる
。
犠牲者のデバイスを探すために、ウォードライビングを使うこともできる。リレーアタックも可能になる。プレスキーエントリー・メソッドを使用してPINを予測し、総当たり攻撃でPINをクラックすることもできる。

### 攻撃方法

#### ブルージャッキング
ブルージャッキングとは、Bluetoothを使って、あるユーザーから、疑いを抱かれてない別のユーザに画像やメッセージを送信することである。
一般的な用途としては、ショートメッセージがある（例：「おまえはブルージャッキングされた！」）。
最新のデバイスであっても、未承諾のペアリング要求を連続して送信することで、DoS攻撃が可能である。多くのシステムは接続要求のたびに通知を表示するため、性能の低いデバイスでは、他のすべてのアクティビティが中断されてしまい、DoS攻撃として作用する。

#### Blueborne
（詳しくはBlueborneを参照）
iOS（10より以前）、Android、Windowsなどが攻撃の対象になる。SDPプロトコルの脆弱性を利用する攻撃で、犠牲者がBluetoothがオンにしているだけで攻撃できる。パッチを適用すれば対策可能だが、残念ながら諸事情でパッチを適用できないAndroidデバイスも存在する。パッチを適用できない場合、Bluetoothをオフにすることが対策となる。

#### HIDなりすまし攻撃
マウスやキーボードなどの制御に使われるHID(Human Interface Device)になりすますことで、犠牲者のデバイスを遠隔操作する。

#### SDR
ソフトウェア無線 (SDR)は、パソコンの外付けの無線機である。SDRには、波長さえ合わせることができれば、電波をハッキングできるものも存在する。
Bluetooth規格で扱う2.4GHz帯の電波を受信できるSDRならば、Bluetoothのハッキングもできてしまう。

#### 携帯電話ウイルス
2004年6月にはS60搭載携帯電話でBluetoothを経由して感染するワーム（携帯電話ウイルス）「Cabir」が発見されている。なお、これがVodafone 702NKにも感染したとの報道があったが、その信憑性には疑義がもたれている（→Nokia 6630を参照）。

### セキュリティ上の懸念についての歴史

#### 2017
2017年4月、セキュリティ研究者のArmisは、Microsoft Windows、Linux、Apple iOS、Google Androidを含む様々なプラットフォームのBluetoothソフトウェアに、複数のを欠陥を発見した。
これらの脆弱性はBlueBorneと命名された。この欠陥により、攻撃者は認証せずにデバイスやシステムに接続し、デバイスを事実上完全にコントロールできるようになる。
ArmisはGoogle、Miccrosoft、Apple、サムスン、Linuxの開発者に連絡をとった。開発者たちは、2017年9月12日に脆弱性が発表される前にパッチをあてた。

#### 2018
2018年7月、イスラエル工科大学"Technion"の研究者であるLior NeumannとEli Bihamは、Bluetoothのペアリングの過程での脆弱性、"Secure Simple Pairing"と"LE Secure Connections"を特定した。
2018年10月にも、Queen's大学のネットワーク・セキュリティの研究家であるKarim Lounisは、CDV (接続ダンピングの脆弱性)と呼ばれるセキュリティの脆弱性をさまざまなBluetoothデバイスで特定した。攻撃者は、既存のBluetooth接続を解除することで、関係するデバイスの認証を停止し、接続の切断を引き起こすことができる。Karim Lounisは、異なるカテゴリー、異なるメーカーの様々なデバイスで攻撃を実演した。

#### 2019
2019年の8月、シンガポール工科デザイン大学と情報セキュリティのHelmholtzセンター、そしてオックスフォード大学のセキュリティ研究者は、KNOB（Key Negotiation of Bluetooth）と呼ばれる脆弱性を発見した。KNOBは、Bluetoothの暗号化鍵のネゴシエーションにおいて、「ネゴシエーションされた暗号化鍵を総当たり攻撃し、盗聴した暗号テキストを解読し、有効な暗号化されたメッセージを注入できる（原文を元に翻訳）」脆弱性だった
。
2019年8月5日に、Googleはこの脆弱性を取り除くAndroidのセキュリティ・パッチをあてた。

#### 2023
2023年10月に、Bluetooth HIDに関する脆弱性、CVE-2023-45866が発表された
。Bluetooth HIDはキーボードやマウスなどのコントロールに使われるBluetoothデバイスである。攻撃者がBluetooth HIDにコマンドを注入することで、Android、iPhone、Linuxなどのデバイスを遠隔操作できてしまう。攻撃に使用されるハッキング・ツールとして、BlueDackyが存在する。
Andoroid 10以前のAndroidはCVE-2023-45866に対する攻撃を防ぐことができない。Android 11以降のAndroidは、パッチを当てれば攻撃を防ぐことができる。
2023年11月、Eurecomの研究者Daniele Antonioliは、BLUFFS(Bluetooth Low Energy Forward and Future Secrecy Attacks)として知られる新種の攻撃を明らかにした。これらの6種類の新たな攻撃は、以前から存在するKNOBとBIAS (Bluetooth Impersonation AttackS)を組み合わせる攻撃である。
以前のKNOBとBIAS攻撃はセッションでのBluetoothのパケットを解読して正規の通信に成りすますものだったが、BLUFFSはこの攻撃能力を、デバイスで発生するすべてのセッションを対象とするものに拡張された。
Bluetoothのバージョン4.2から5.4を含む、すべてのBluetoothを使用するデバイスが影響を受ける。
Daniele Antonioliは、BLUFFSを再現できるツールと、BLUFFSを防御できるセキュリティ・パッチを公開している（GitHub）。

## ライセンス・法規制

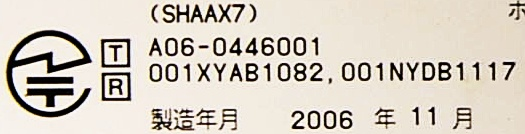
技適マークの表示例

Bluetoothのマークは、Bluetooth SIGが商標登録（登録番号は第4477936号他）をしており、これらを製品に表示しようとする時はBluetooth SIGと契約しなければならない。
日本国内でBluetooth機器を利用するには、電波法に基づくいわゆる小電力無線局の一種、最大空中線電力 10 mWの小電力データ通信システムの無線局として技術基準適合証明を、更に電気通信事業者の回線に接続するものは電気通信事業法に基づく技術基準適合認定も受けたものでなければならない。これらの認証を受けた製品は技適マークが表示される。
技術基準適合証明を受けていない機器を使用することは不法無線局を開設したとして電波法第4条違反となり、第110条に規定する罰則の対象にもなる。
また、電波法令の技術基準には「一の筐体に収められており、容易に開けることができないこと」とされ、特殊ねじなどが用いられている。

電気通信事業者への回線接続については、技術基準適合認定が無いと電気通信事業法第52条により拒否されることがある。
詳細は技適マーク#規制事項を参照。
2016年5月には電波法が改正され、訪日外国人が持ち込んだBluetooth端末については、入国日から90日以内は適合表示無線設備とみなし免許不要局の一種として使用を認められる。
条件はロゴマークが明示してあることである。
一方、輸入品については基準不適合設備に位置づけられ、製造業者、販売業者または輸入業者は他の無線局の運用を妨害したり、そのおそれが認められる場合に必要な措置を講ずるよう勧告される。
このため、技適マークが無い国外販売品や並行輸入品は、電波法違反の対象であるとして修理や不良対応などのサービスを受けられないことがある。
2.4 GHz帯は本来、無線通信以外の業務に用いられるISMバンドであり、電子レンジがこの周波数を使用するため動作中は強力な混信を受けるが、総務省告示周波数割当計画脚注に容認しなければならないとされている。
また、RFIDを利用した電子タグシステムの免許局・登録局やアマチュア無線にも割り当てられており、これらからの混信も容認しなければならず、逆に妨害を与えてはならないので使用中止を要求されたらこれに従わねばならない。
更に、Bluetooth機器と同等の小電力無線局として電子タグシステムの特定小電力無線局などがあり、これらは先に使用しているものが優先するが、実際には混信を完全に回避できるものではない。
混信等の優先度は、ISM機器 ＞ 一次業務の局＞ 二次業務の局 ＞ 免許不要局 であり、2.4 GHz帯においては次のとおりである。
電子レンジ ＞ 一般用RFID（電子タグシステム）＞ アマチュア無線 ＞ Bluetooth、小電力RFID、無線LAN、2.4 GHz帯デジタルコードレス電話、模型飛行機のラジコンなど